# Lake Arthur (Nouveau-Mexique)
Pour les articles homonymes, voir Lake Arthur.
Lake Arthur est une localité américaine située dans le Comté de Chaves, au Nouveau-Mexique. Selon le recensement de 2010, sa population est de 436 habitants.